# جامعة حران
جامعة حران ( (بالتركية: Harran Üniversitesi)‏ هي جامعة حكومية في شانلي أورفا ، تركيا ، تأسست عام 1992.

## تاريخ
شانلي أورفا هي مسقط رأس جامعة حران. إنها واحدة من أقدم المستوطنات في العالم ويعود تاريخها إلى 11000 عام. 
أول وحدة للتعليم العالي تأسست في سانليورفا هي مدرسة سانليورفا المهنية (1976). ثم تأسست كلية الزراعة (1978) ، وقسم الهندسة المدنية (1984) كلاهما تابعان لجامعة دجلة. بعد هذه المدارس ، تم تشكيل كلية الشريعة الاسلامية في سانليورفا من قبل جامعة غازي عنتاب في عام 1988.
في عام 1992 ، نتيجة لتحرك لتشكيل 23 جامعة جديدة ، تأسست جامعة حران (9 يوليو 1992 ؛ القانون رقم: 3837) وكانت المدارس المذكورة أعلاه تابعة لهذه المؤسسة مع كليتين (كلية الآداب و العلوم ، كلية الطب) ، مدرسة مهنية واحدة (مدرسة سانليورفا المهنية ، أو الخدمات الصحية) ، وثلاثة معاهد (معهد العلوم الطبيعية والتطبيقية ، معهد العلوم الصحية ، معهد العلوم الاجتماعية).
في عام 1994 ، انضمت إلى النظام المدرسة المهنية الجديدة (مدارس Siverek و Hilvani Suruc و Birecik و Viransehir و Bozova) وكليات (الطب البيطري والعلوم الاقتصادية والإدارية). في وقت لاحق ، تم إنشاء المدارس المهنية في Akcakale (1995) ، و Ceylanpinar (1995) و Kahta (1997). تأسست كلية الصحة عام 1997.
تم وضع رؤية جديدة لتوسيع البرامج التعليمية موضع التنفيذ في عام 2007 ، وبعد ذلك تم تأسيس كلية التربية وكلية الفنون الجميلة جنبًا إلى جنب مع كلية السياحة وإدارة الفنادق.

## العمل
تعمل جامعة حران مع تسع كليات وكليتين تقدمان أكثر من أربع سنوات من برامج درجة البكالوريوس وعشر مدارس مهنية تقدم برامج درجة الزمالة لمدة عامين. يلتحق الطلاب في ثلاثة معاهد للحصول على درجات للحصول على درجة الماجستير أو الدكتوراه. المستويات. يعمل أكثر من 800 عضو هيئة تدريس في حوالي 70 قسمًا / برنامجًا مختلفًا لعدد يبلغ 12000 طالبًا. لغة التعليم في جامعة حران هي التركية. يتبع نظام تعليمي من فصلين دراسيين.

## روابط خارجية
- الموقع الرسمي لجامعة حران